# Some White Hope?
Some White Hope? è un cortometraggio muto del 1915 sceneggiato e diretto da Ralph Ince. L'argomento del film verte su un argomento molto popolare nel cinema dell'epoca, quello della potenziale comicità dell'ipnotismo.

## Trama
Trama di Moving Picture World synopsis in (EN)  su IMDb

## Produzione
Il film fu prodotto dalla Vitagraph Company of America.

## Distribuzione
Distribuito dalla General Film Company, il film - un cortometraggio in una bobina - uscì nelle sale cinematografiche statunitensi il 17 febbraio 1915.